# Gouvernement Dawson
Dickson Philp
Le gouvernement Dawson est le gouvernement du Queensland du 1er au 7 décembre 1899. C'est le premier gouvernement travailliste et plus généralement socialiste de l'histoire du monde,,,, mais il n'obtient jamais la confiance de l'Assemblée législative du Queensland, et est déchu avant d'avoir pu gouverner.

## Histoire
Le premier Parti travailliste d'Australie est né du mouvement syndical du Queensland en 1891. Il obtient seize sièges (sur soixante-douze) à l'Assemblée législative du Queensland aux élections de 1893, vingt aux élections de 1896, et vingt-et-un à celles de 1899 ; l'Australie à cette date n'est pas encore unifiée, et le Queensland est un État de l'Empire britannique, disposant de son autonomie en matière de politique intérieure. Anderson Dawson est élu en 1899 chef du Parti travailliste, et de ce fait chef de l'opposition parlementaire dans cette assemblée.
En raison de dissensions internes au gouvernement conservateur dit « ministérialiste », le Premier ministre du Queensland, James Dickson, démissionne le 25 novembre 1899. Le gouverneur du Queensland, Lord Lamington, invite alors Anderson Dawson, en tant que chef de la principale force politique restante à l'Assemblée législative, à former un gouvernement. Les travaillistes invitent sans succès des conservateurs et des libéraux qui se sont dissociés de James Dickson à les rejoindre en coalition, et doivent finalement former un gouvernement minoritaire. Le gouvernement d'Anderson Dawson prête serment et est institué par le gouverneur le 1er décembre,.
Le nouveau gouvernement se présente à l'Assemblée législative pour la première fois le 5 décembre. Les ministérialistes s'étant réunifiés sous la direction de Robert Philp, le gouvernement travailliste « ne survit que quatre heures à l'Assemblée » puis présente sa démission le jour même, et prend formellement fin le 7 décembre lorsque le gouverneur investit Robert Philp au poste de Premier ministre,.
L'Australie s'unifie en une fédération en 1901, et Anderson Dawson devient ministre de la Défense en 1904 dans le gouvernement Watson, gouvernement fédéral travailliste qui est le premier gouvernement au monde issu du mouvement syndical et ouvrier à pouvoir effectivement gouverner, même si ce n'est que brièvement.

## Composition
| Nom | Nom                         | Nom | Fonctions                                            | Parti        |
| --- | --------------------------- | --- | ---------------------------------------------------- | ------------ |
|     | Anderson Dawson             |     | Premier ministre                                     | Travailliste |
|     | William Kidston             |     | Secrétaire au Trésor public                          | Travailliste |
|     | Charles Borromeo Fitzgerald |     | Procureur général                                    | Travailliste |
|     | Harry Turley                |     | Secrétaire à l'Intérieur                             | Travailliste |
|     | Billy Browne                |     | Secrétaire aux Mines et à l'Instruction publique     | Travailliste |
|     | Andrew Fisher               |     | Secrétaire aux Chemins de Fer et aux Travaux publics | Travailliste |
|     | Herbert Hardacre (en)       |     | Secrétaire aux Terres publiques et à l'Agriculture   | Travailliste |